# ムンテニア

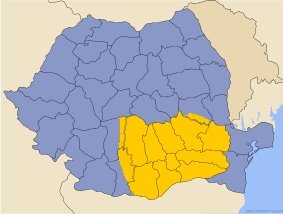
ルーマニアの行政区域：黄がムンテニア

ムンテニア（Muntenia）は、ルーマニアの南東部、ブルガリア国境に近い一地方である。
12世紀から13世紀ごろのルーマニアは、西部のトランシルヴァニア、北部のモルダヴィア、南部のワラキアの3国に分かれていた。ワラキアは現在のルーマニア国土の約1/3を占める。
ワラキア公、ミハイ勇敢公 (en:Mihai Viteazul) は、1599年にトランシルヴァニア公に、1600年にはモルダヴィア公となり、歴史上初めてルーマニアを統一した。
ワラキアはさらに2つの地方に分かれている。東部がムンテニア、ムンテニアより多少狭い西部のオルテニアである。両地方の間にオルト川が流れる。ムンテニアの南と東はドナウ川、北はトランシルヴァニアアルプス山脈によって囲まれている。
ムンテニアには以下の10県が含まれる。
- アルジェシュ県
- イルフォヴ県 - ルーマニアの首都ブカレストを含む
- ジュルジュ県
- テレオルマン県
- ドゥンボヴィツァ県
- ブザウ県
- プラホヴァ県
- ブライラ県
- ヤロミツァ県
- カララシ県